# Curral Velho (Crateús)
Curral Velho é um distrito do município brasileiro de Crateús, no interior do estado do Ceará. Segundo o censo demográfico de 2022, realizado pelo Instituto Brasileiro de Geografia e Estatística (IBGE), sua população era de 2 298 habitantes e havia 834 domicílios particulares permanentes ocupados. Foi criado pela lei municipal nº 218 de 6 de dezembro de 1996.
De acordo com o IBGE, em 2010 a população era de 2 436 habitantes e havia 931 domicílios particulares.